# 哀れなピエロ
『哀れなピエロ』（原題：Pauvre Pierrot）は、1892年10月28日にパリのグレヴァン蝋人形館で、テアトル・オプティークと呼ばれた装置を用いて上映された世界最初のアニメーション作品の一つ。作者はアニメーション映画の先駆者とされるシャルル・エミール・レイノー。動画は500枚のイラストで構成されており、上映時間は約15分である。
本作を始めとする3本の作品が同時公開された。他の2本は「一杯のビール」と「道化師と犬」である。
1888年10月、レイノーは招待した幾人かの友人の前で処女作「一杯のビール」の試写会を行ない、1892年10月28日に本作をパリのグレヴァン蝋人形館で上映した。以後10年間、多数の作品を上映し続けた。この間の観客動員数は50万人に上ると言われている。
本作は世界最初のアニメーション作品であるが、レイノーの作品は純粋な意味での映画ではなく、テアトル・オプティークと呼ばれるゼラチンフィルムに別々に描かれた手書きの人物と背景をプロジェクターで同時にスクリーンに投影する装置によって上映されていた。
2015年にユネスコ記憶遺産に登録された。